# حجم‌های تنفسی
حجم‌های تنفسی (به انگلیسی: Lung volumes)

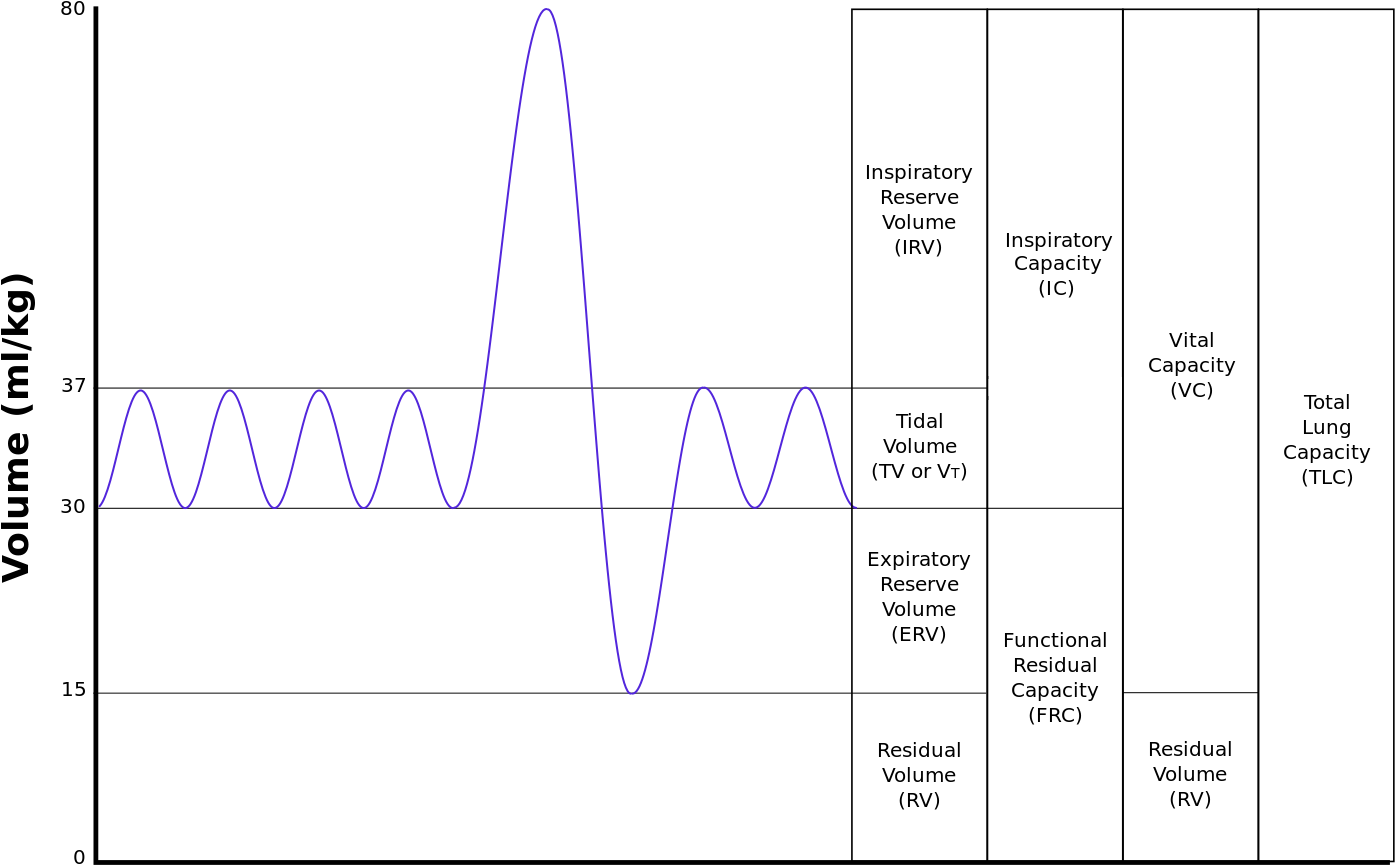
خروجی یک دم‌سنج که حجم‌های تنفسی را در حالت عادی و همچنین در حالت دم و بازدم عمیق نشان می‌دهد.

 و ظرفیت‌های تنفسی به مقدار حجم هوای شش‌ها در مراحل مختلف چرخه تنفس گفته می‌شود. حجم‌های تنفسی اصلی شامل حجم جاری، ظرفیت حیاتی، حجم ذخیره دمی و ذخیره بازدمی است که به‌طور مستقیم با وسیله‌ای به نام دم‌سنج (اسپیرومتر) قابل اندازه‌گیری است و همچنین معیار آزمون‌های عملکرد ریه هستند.
حجم‌ها و ظرفیت‌های تنفسی به‌طور مفصل‌تری به این شرح می‌باشند:
- ظرفیت کلی شش‌ها(TLC: total lung capacity)  به گنجایش کلی شش‌ها در پف‌کرده‌ترین حالت آن گفته می‌شود که مجموع ظرفیت حیاتی(VC) و حجم باقی(RV) مانده است.
- حجم جاری  (TV: Tidal Volume) حجمی از هواست که با یک دم عادی به ریه‌ها وارد و با یک بازدم معمولی از ریه‌ها خارج می‌شود.
- حجم باقی‌مانده  (RV: Residual Volume) حجمی از هواست که پس از شدیدترین بازدم نیز در شش‌ها باقی می‌ماند و خارج نمی‌شود.
- حجم ذخیره بازدمی  (ERV: Expiratory Reserve Volume) حداکثر حجمی از هواست که بعد از پایان یک بازدم عادی، می‌توان با یک بازدم قوی از شش‌ها خارج کرد.
- حجم ذخیره دمی  (IRV: Inspiratory Reserve Volume) حداکثر حجمی از هواست که بعد از پایان یک دم عادی می‌توان با یک دم قوی به شش‌ها وارد کرد.
- ظرفیت دمی  (IC: inspiratory capacity) مجموع حجم جاری و حجم ذخیره دمی است.
- ظرفیت باقی مانده عملی  (FRC: functional residual capacity) مقدار هوایی است که در پایان یک بازدم عادی در ریه‌ها باقی می‌ماند.
- ظرفیت حیاتی  (VC: vital capacity) بیشترین مقدار هوایی است که پس از یک دم عمیق می‌‌توان از شش‌ها خارج کرد.